# 도로시 마하람 스톤
도로시 마하람 스톤(영어: Dorothy Maharam Stone IPA: [ˈdɒɹəθi məˈhɑːɹəm stoʊn], 1917년 7월 1일 ~ 2014년 9월 27일)은 미국의 수학자이다. 측도론에 공헌하였다.

## 생애
1917년 7월 1일 미국 파커즈버그에서 태어났다. 1937년에 카네기 멜론 대학교의 전신인 카네기 공과대학교(영어: Carnegie Institute of Technology)에서 학사 학위를 수여받았으며, 1940년에 브린마 대학교(영어: Bryn Mawr College)에서 박사 학위를 수여받았다.
1942년 4월에 영국의 수학자 아서 해럴드 스톤(영어: Arthur Harold Stone, 1916~2000)과 결혼하였으며 남편의 성을 사용하기 시작하였다. 스톤은 아들 데이비드 스톤(영어: David Stone)과 딸 엘런 스톤(영어: Ellen Stone)을 두었으며, 둘 다 훗날 수학자가 되었다.
스톤과 남편은 로체스터 대학교의 수학 교수로 있었다. 스톤의 남편은 2000년 8월 6일에 사망하였으며, 이후 스톤은 2001년에 은퇴하였다. 스톤의 아들 데이비드는 2014년에 사망하였다.
2014년에 매사추세츠주 브루클라인에서 사망하였다.

## 참고 문헌
- Oxtoby, John C. (1989). 〈Biographical note〉.   Mauldin, R. Daniel; Shortt, R. M.; Silva, Cesar E. 《Measure and measurable dynamics. Proceedings of a conrefence in honor of Dorothy Maharam Stone held September 17–19, 1987》. Contemporary Mathematics 94. American Mathematical Society. xvii–xviii쪽. ISBN 978-0-8218-5099-2.
- Choksi, J. R.; Eigen, S. J.; Oxtoby, John C.; Prasad, V. S. (1989). 〈The work of Dorothy Maharam on measure theory, ergodic theory and category algebras〉.   Mauldin, R. Daniel; Shortt, R. M.; Silva, Cesar E. 《Measure and measurable dynamics. Proceedings of a conrefence in honor of Dorothy Maharam Stone held September 17–19, 1987》. Contemporary Mathematics 94. American Mathematical Society. 57–72쪽. doi:10.1090/conm/094/1012978. ISBN 978-0-8218-5099-2. MR 1012978.
- “Obituary: Dorothy (Maharam) Stone” (영어). The Boston Globe. 2014년 9월 30일.
- Comfort, W. W. (1997년 2월 3일). “An interview with Arthur Stone”. 《Topological Commentary》 (영어) 2 (1). 2008년 6월 7일에 원본 문서에서 보존된 문서. 2016년 9월 13일에 확인함.